# Discografia dei 2PM
La discografia dei 2PM consiste di nove album studio, tre compilation e ventotto singoli. I 2PM hanno debuttato con il singolo 10 Out of 10 nel 2008, ma soltanto dal singolo Again & Again in poi il gruppo ha ottenuto il successo. A maggio 2011, il gruppo ha debuttato sul mercato giapponese con il singolo Take Off.

## Album in studio
| 2009                                                                | 01:59PM - Data di pubblicazione: 10 novembre 2009 - Etichetta: JYP Entertainment, Ariola Japan                                  | 1 | 16 | — | 110.000+ (Corea del Sud) 13.369+ (Giappone)                         |  |
| 2011                                                                | Hands Up - Data di pubblicazione: 20 giugno 2011 - Etichetta: JYP Entertainment, Ariola Japan                                   | 1 | 17 | — | 112.344+ (Corea del Sud) 26.482+ (Giappone)                         |  |
| 2013                                                                | Grown - Data di pubblicazione: 6 maggio 2013 - Lingua: coreano - Etichetta: JYP Entertainment, KT Music                         | 1 | 10 | 6 | 116.278+ (Corea del Sud) 23.336+ (Grand Edition) 24.937+ (Giappone) |  |
| 2014                                                                | Go Crazy! - Data di pubblicazione: 15 settembre 2014 - Lingua: coreano - Etichetta: JYP Entertainment, KT Music                 | 3 | —  | 7 | 60.843+ (Corea del Sud) 20.000+ (Gran Edition) 11.358+ (Giappone)   |  |
| 2015                                                                | No.5 - Data di pubblicazione: 15 giugno 2015 - Lingua: coreano - Etichetta: JYP Entertainment, KT Music                         | — | —  | — |                                                                     |  |
| Giapponesi                                                          | |   |    |   |                                                                     |  |
| 2011                                                                | Republic of 2PM - Data di pubblicazione: 30 novembre 2011 - Lingua: giapponese - Etichetta: JYP Entertainment, Ariola Japan     | — | 4  | — | 73.510+ (Giappone)                                                  |  |
| 2013                                                                | Legend of 2PM - Data di pubblicazione: 13 febbraio 2013 - Lingua: giapponese - Etichetta: JYP Entertainment, Ariola Japan       | — | 1  | — | 64.291+ (Giappone)                                                  |  |
| 2014                                                                | Genesis of 2PM - Data di pubblicazione: 29 gennaio 2014 - Lingua: giapponese - Etichetta: JYP Entertainment, Epic Records Japan | — | 1  | — | 72.003+ (Giappone)                                                  |  |
| 2015                                                                | 2PM of 2PM - Data di pubblicazione: 15 aprile 2015 - Lingua: giapponese - Etichetta: JYP Entertainment, Epic Records Japan      | — | 1  | — | 62.705+ (Giappone)                                                  |  |
| "—" Denota che la pubblicazione non è entrata in quella classifica. | |   |    |   |                                                                     |  |

## Album dal vivo
| 2014                                                                | JYP Nation Korea 2014 One Mic - Data di pubblicazione: 6 novembre 2014 - Etichetta: JYP Entertainment | — | — | — |  |  |
| "—" Denota che la pubblicazione non è entrata in quella classifica. | |   |   |   |  |  |

## Extended play
| 2010                                                                | Still 2:00PM - Data di pubblicazione: 11 ottobre 2010 - Etichetta: JYP Entertainment, Jakorea | 1 | — | 14 | 90.442+ (Corea del Sud) 6.994+ (Giappone) |  |
| "—" Denota che la pubblicazione non è entrata in quella classifica. |                                                                                               |   |   |    |                                           |  |

## Raccolte
| 2011                                                                | All About 2PM - Data di pubblicazione: 9 marzo 2011 - Etichetta: Ariola Japan                  | — | 26 | 4.502+ (Giappone)                         |  |
| 2012                                                                | 2PM Best ~2008–2011 in Korea~ - Data di pubblicazione: 14 marzo 2012 - Etichetta: Ariola Japan | — | 5  | 40.272+ (Giappone)                        |  |
| 2012                                                                | 2PM Member's Selection - Data di pubblicazione: 22 maggio 2012 - Etichetta: JYP Entertainment  | 1 | —  | 20.000+ (Corea del Sud) 2.541+ (Giappone) |  |
| "—" Denota che la pubblicazione non è entrata in quella classifica. |                                                                                                |   |    |                                           |  |

## Box set
| Anno                                                                                          | Titolo                                                                  | Posizione massima | Posizione massima | Vendite       |
| Anno                                                                                          | Titolo                                                                  | KOR               | JPN               | Vendite       |
| --------------------------------------------------------------------------------------------- | ----------------------------------------------------------------------- | ----------------- | ----------------- | ------------- |
| 2014                                                                                          | All About 2PM - Pubblicato: 9 marzo 2011 - Etichetta: JYP - Formati: CD | –                 | 26                | - JPN: 4.502+ |
| "—" indica che l'opera non si è classificata o che non è stata pubblicata in quel territorio. |                                                                         |                   |                   |               |

## Singoli

### Singoli coreani
| 2008                                                                | 10 Out of 10                                   | 7   | —  | 01:59PM   |
| 2009                                                                | Again & Again                                  | 1   | —  | 01:59PM   |
| 2009                                                                | Heartbeat                                      | 1   | 1  | —         |
| 2010                                                                | Without U                                      | 1   | —  | Hands Up  |
| 2010                                                                | Thank You                                      | 18  | —  | Hands Up  |
| 2010                                                                | I'll Be Back                                   | 4   | —  | Hands Up  |
| 2011                                                                | Hands Up                                       | 1   | 3  | Hands Up  |
| 2013                                                                | Comeback When You Hear This Song               | 7   | 16 | Grown     |
| 2013                                                                | A.D.T.O.Y.                                     | 16  | 21 | Grown     |
| 2014                                                                | Go Crazy!                                      | 5   | —  | Go Crazy! |
| Canzoni non incluse in un album                                     |                                                |     |    |           |
| 2008                                                                | Only You (Winter Special)                      | —   | —  | Nessuno   |
| 2009                                                                | My Color                                       | 40  | —  | Nessuno   |
| 2009                                                                | Cabi song (feat. Girls' Generation)            | 2   | —  | Nessuno   |
| 2010                                                                | Tik Tok (feat. Yoon Eun-hye)                   | 7   | —  | Nessuno   |
| 2010                                                                | Open Happiness                                 | 19  | —  | Nessuno   |
| 2010                                                                | Follow Your Soul                               | —   | —  | Nessuno   |
| 2010                                                                | What's Your Celebration?                       | 127 | —  | Nessuno   |
| 2010                                                                | Fly to Seoul (Boom Boom Boom)                  | 67  | —  | Nessuno   |
| 2010                                                                | Nori For U                                     | 42  | —  | Nessuno   |
| 2010                                                                | This Christmas (con gli artisti di JYP Nation) | 30  | —  | Nessuno   |
| 2012                                                                | Share The Beat                                 | 137 | —  | Nessuno   |
| "—" Denota che la pubblicazione non è entrata in quella classifica. |                                                |     |    |           |

1. 1 2  10 Out of 10, Only You, Again & Again e I Hate You sono stati pubblicati prima che la classifica Circle Chart fosse lanciata.
2. ↑  Si è piazzato nella classifica Circle Chart dopo la sua pubblicazione originale.
3. ↑  Massima posizione non rilevabile, dato che il singolo è stato pubblicato settimane prima che la classifica Circle Chart venisse lanciata.

### Singoli giapponesi
| Anno                                                                | Titolo                        | Posizione massima | Posizione massima | Posizione massima | Vendite e certificazioni | Album           |
| Anno                                                                | Titolo                        | KOR               | JPN               | Hot100 J-Pop      | Vendite e certificazioni | Album           |
| ------------------------------------------------------------------- | ----------------------------- | ----------------- | ----------------- | ----------------- | ------------------------ | --------------- |
| 2011                                                                | Take Off                      | —                 | 4                 | 3                 | JPN: 73.210+             | Republic of 2PM |
| 2011                                                                | I'm Your Man                  | 2                 | 4                 | 3                 | JPN: 84.298+             | Republic of 2PM |
| 2011                                                                | Ultra Lover                   | 14                | 4                 | 6                 | JPN: 100.000+ (oro)      | Republic of 2PM |
| 2012                                                                | Beautiful                     | 4                 | 2                 | 2                 | JPN: 163.463+ (oro)      | Legend of 2PM   |
| 2012                                                                | One Day (feat. 2AM)           | —                 | 5                 | 5                 | JPN: 66.224+             | Nessuno         |
| 2012                                                                | Masquerade                    | —                 | 2                 | 2                 | JPN: 151.227+ (oro)      | Legend of 2PM   |
| 2013                                                                | Give Me Love                  | —                 | 2                 | 3                 | JPN: 151.841+ (oro)      | Genesis of 2PM  |
| 2013                                                                | Winter Games                  | —                 | 1                 | 1                 | JPN: 125.227+ (oro)      | Genesis of 2PM  |
| 2014                                                                | Midaretemina! (ミダレテミナ!) | —                 | 2                 | 1                 | JPN: 110.009+ (oro)      | 2PM of 2PM      |
| 2015                                                                | Guilty Love                   | —                 | 1                 | 1                 | JPN: 109.377+ (oro)      | 2PM of 2PM      |
| "—" Denota che la pubblicazione non è entrata in quella classifica. |                               |                   |                   |                   |                          |                 |

### Singoli promozionali
| Anno | Titolo                   | Posizione massima | Note                                      |
| Anno | Titolo                   | KOR               | Note                                      |
| ---- | ------------------------ | ----------------- | ----------------------------------------- |
| 2008 | Only You                 | —                 | (Winter Special)                          |
| 2010 | What's Your Celebration? | 127               | per il Campionato mondiale di calcio 2010 |
| 2010 | Thank You                | 18                | Hands Up                                  |

1. ↑  È stato pubblicato prima che la classifica Circle Chart venisse lanciata

### Brani musicali per la pubblicità
| Anno | Titolo                                  | Posizione massima | Note                                                      |
| Anno | Titolo                                  | KOR               | Note                                                      |
| ---- | --------------------------------------- | ----------------- | --------------------------------------------------------- |
| 2009 | My Color                                | 40                | per Samsung Corby Phone                                   |
| 2010 | Tik Tok (feat. Yoon Eun-hye)            | 7                 | per Cass Beer                                             |
| 2010 | Open Happiness                          | 19                | per Coca-Cola                                             |
| 2010 | Crazy4S                                 | —                 | per il rivenditore di attrezzi ginnici sudcoreano "SPRIS" |
| 2010 | Follow Your Soul                        | —                 | per OPPO Digital                                          |
| 2010 | CABI Song (feat. Girls' Generation)     | 35                | per Caribbean Bay                                         |
| 2010 | Fly to Seoul (Boom Boom Boom)           | 67                | per Fly2Korea                                             |
| 2010 | Nori For U                              | 42                | per Samsung Anycall NORi                                  |
| 2011 | Open Happiness (Rock ver. & Dance ver.) |                   | per Coca-Cola                                             |

## Altri brani entrati in classifica
| Anno | Titolo                  | Posizione massima | Singolo                 |
| Anno | Titolo                  | KOR               | Singolo                 |
| ---- | ----------------------- | ----------------- | ----------------------- |
| 2008 | "Only You"              | 10                | Hottest Time of the Day |
| 2008 | "Angel"                 | 55                | Hottest Time of the Day |
| 2009 | "I Hate You"            | 1                 | 2:00PM Time for Change  |
| 2010 | "Don't Stop Can't Stop" | 15                | Don't Stop Can't Stop   |

### Altre canzoni
| Anno | Titolo                                    | Posizione massima | Album                  |
| Anno | Titolo                                    | KOR               | Album                  |
| ---- | ----------------------------------------- | ----------------- | ---------------------- |
| 2009 | "Tired of Waiting"                        | 2                 | 01:59PM                |
| 2009 | "Gimme The Light"                         | 3                 | 01:59PM                |
| 2009 | "I Was Crazy About You"                   | 13                | 01:59PM                |
| 2009 | "All Night Long"                          | 49                | 01:59PM                |
| 2009 | "Back 2U"                                 | 81                | 01:59PM                |
| 2010 | "Maja" (마자)                             | 24                | Don't Stop Can't Stop  |
| 2010 | "I Will Give You My Life" (목숨을 건다)   | 28                | Don't Stop Can't Stop  |
| 2010 | "Without You" (Explorer Mix)              | 74                | Don't Stop Can't Stop  |
| 2010 | "Even If You Leave Me" (니가 나를 떠나도) | 63                | Still 02:00PM          |
| 2010 | "I Can't"                                 | 67                | Still 02:00PM          |
| 2010 | "Still"                                   | 77                | Still 02:00PM          |
| 2010 | "Dance2Night"                             | 102               | Still 02:00PM          |
| 2010 | "I Know"                                  | 106               | Still 02:00PM          |
| 2010 | "I'll Be Back" (Club Mix)                 | 157               | Still 02:00PM          |
| 2011 | "My Valentine"                            | 16                | Dream High             |
| 2011 | "Dream High"                              | 41                | Dream High             |
| 2011 | "Don't Go" (가지마)                       | 57                | Dream High             |
| 2011 | "Give It To Me"                           | 50                | Hands Up               |
| 2011 | "Like A Movie" (영화처럼)                 | 57                | Hands Up               |
| 2011 | "Electricity"                             | 65                | Hands Up               |
| 2011 | "Hot"                                     | 68                | Hands Up               |
| 2011 | "Don't You Know" (모르니)                 | 71                | Hands Up               |
| 2011 | "Hands Up" (East4A Mix)                   | 149               | Hands Up               |
| 2011 | "Electricity" (220V Remix)                | 168               | Hands Up               |
| 2011 | "I Can't"                                 | 169               | Hands Up               |
| 2011 | "Thank You"                               | 188               | Hands Up               |
| 2011 | "Without You"                             | 189               | Hands Up               |
| 2012 | "Only You (2012 version)"                 | 109               | 2PM Member's Selection |
| 2013 | "Today Marks the 1st Day" (오늘부터 1일)  | 89                | Grown                  |
| 2013 | "Back To Square One" (원점으로)           | 112               | Grown                  |
| 2013 | "I'm Sorry"                               | 128               | Grown                  |
| 2013 | "Dangerous"                               | 131               | Grown                  |
| 2013 | "Go Back" (고백)                          | 136               | Grown                  |
| 2013 | "Just For Today" (오늘 하루만)            | 138               | Grown                  |
| 2013 | "Game Over"                               | 139               | Grown                  |
| 2013 | "Suddenly" (문득)                         | 144               | Grown                  |
| 2013 | "Love Song"                               | 148               | Grown                  |
| 2013 | "Coming Down"                             | 168               | Grown                  |

## Collaborazioni
| Anno | Titolo                 | Membri             | Altri interpreti | Posizione massima | Album                             |
| Anno | Titolo                 | Membri             | Altri interpreti | KOR               | Album                             |
| ---- | ---------------------- | ------------------ | --- | ----------------- | --------------------------------- |
| 2009 | Yes I'm In Love        | Taecyeon           | Bada |                   | See the Sea                       |
| 2009 | My Ear's Candy         | Taecyeon           | Baek Ji-young |                   | EGO                               |
| 2010 | Tik Tok                | 2PM                | Yoon Eun-hye | 7                 | Tik Tok (Digital Single)          |
| 2010 | CABI Song              | 2PM                | Girls' Generation | 35                | CABI Song (Digital Single)        |
| 2010 | 뚝뚝뚝 (Tok Tok Tok)   | Junsu              | Jung Woo | 74                | 소울 프로젝트. 1 (Soul Project.1) |
| 2010 | Let's Go               | Junsu              | Changmin, Gayoon, Kahi, Junhyung, Luna, Seohyun, Gyuri, G.O, Min, Jaekyung, Jieun, Jonghyun, Sungmin, G.NA, Seo In Kook, Son Dambi, IU, Bumkey (2wins) e Anna | 113               | Group of 20                       |
| 2010 | MUSIC                  | Junsu              | Narsha, Supreme Team, Boowhal, 8Eight, JeA | 179               | 2010 MAMA Theme Song              |
| 2010 | This Christmas         | 2PM                | JYP Nation | 30                | This Christmas                    |
| 2010 | To Her                 | Chansung           | 2AM |                   | Can't Let You Go Even If I Die    |
| 2010 | B.U.B.U.               | Junsu              | San E |                   | Everybody Ready?                  |
| 2010 | Rainy Days             | Junsu              | One Day |                   | One Way Vol. 1 - Rainy Days       |
| 2011 | Sunshine               | Junsu              | Kan Mi-youn | 98                | Watch                             |
| 2011 | Not Even In The Movies | Chansung           | JOO |                   | Heart Made                        |
| 2012 | Classic                | Taecyeon, Wooyoung | Park Jin-young, Suzy |                   |                                   |
| 2012 | Win the Day            | 2PM                | Team SIII (miss A, 4Minute, MBLAQ, Dal Shabet, Sistar, ZE:A, Nine Muses e B1A4)                                                                               |                   |                                   |
| 2012 | Madness                | Taecyeon           | miss A |                   | Independent Women Part III        |

## Colonne sonore
| Anno | Titolo                                  | Altri artisti           | Serie TV/film |
| ---- | --------------------------------------- | ----------------------- | ------------- |
| 2009 | "Tired of Waiting"                      |                         | Jeon Woo-chi  |
| 2011 | "Dream High" (Ok Taec-yeon, Wooyoung)   | Suzy, JOO, Kim Soo-hyun | Dream High    |
| 2011 | "My Valentine" (Ok Taec-yeon, Nichkhun) |                         | Dream High    |
| 2011 | "Don't Go" (Jun. K)                     | Lim Jeong-hee           | Dream High    |
| 2011 | "Give It To Me"                         |                         | Blind         |
| 2011 | "Hot"                                   |                         | Blind         |
| 2013 | "Give Me Love"                          |                         | Take Five     |

## Album video

### DVD
| Titolo                                                | Dettagli                                                                                                | Posizione massima | Vendite |
| Titolo                                                | Dettagli                                                                                                | JPN               | Vendite |
| ----------------------------------------------------- | --- | ----------------- | ------- |
| Hottest: 2PM 1st Music Video Collection & The History | - Data di pubblicazione: 24 novembre 2010 - Lingua: coreano - Etichetta: Ariola Japan                   | 4                 | 23.005  |
| 2PM 1st Concert in Seoul: Don't Stop Can't Stop       | - Data di pubblicazione: 6 aprile 2011 - Lingua: coreano - Etichetta: Ariola Japan                      | 7                 | 7.890   |
| 1st Japan Tour 2011: Take off in Makuhari Messe       | - Data di pubblicazione: 2 novembre 2011 - Lingua: coreano, giapponese - Etichetta: Ariola Japan        | 3                 | 12.386  |
| Arena Tour 2011: Republic of 2PM                      | - Data di pubblicazione: 6 giugno 2012 - Lingua: coreano, giapponese - Etichetta: Ariola Japan          | 2                 | 24.575  |
| 2PM Live 2012: Six Beautiful Days in Budokan          | - Data di pubblicazione: 26 dicembre 2012 - Lingua: coreano, giapponese - Etichetta: Ariola Japan       | 4                 | 22.692  |
| Legend of 2PM in Tokyo Dome                           | - Data di pubblicazione: 9 dicembre 2013 - Lingua: coreano, giapponese - Etichetta: Ariola Japan        | 1                 | 27.176  |
| 2PM Arena Tour 2014 Genesis Of 2PM                    | - Data di pubblicazione: 10 dicembre 2014 - Lingua: coreano, giapponese - Etichetta: Epic Records Japan | 2                 | 14.005  |

## Video musicali
| Anno                      | Titolo                             | Altre versioni                                                 |
| Video musicali coreani    | Video musicali coreani             | Video musicali coreani                                         |
| ------------------------- | ---------------------------------- | -------------------------------------------------------------- |
| 2008                      | "10 out of 10"                     | - Versione Old School - Clip speciali nella versione per i fan |
| 2009                      | "Again & Again"                    | - Versione dance                                               |
| 2009                      | "I Hate You"                       |                                                                |
| 2009                      | "Heartbeat"                        |                                                                |
| 2009                      | "Tired of waiting"                 |                                                                |
| 2010                      | "Without U"                        |                                                                |
| 2010                      | "I Will Give You My Life"          |                                                                |
| 2010                      | "Thank You"                        |                                                                |
| 2010                      | "Fly To Seoul (Boom Boom Boom)"    |                                                                |
| 2010                      | "I'll Be Back"                     | - Versione dance                                               |
| 2011                      | "Hands Up"                         | - Versione East4A mix                                          |
| 2011                      | "Give It to Me"                    |                                                                |
| 2011                      | "Hot"                              |                                                                |
| 2012                      | "Only You (2012 version)"          |                                                                |
| 2013                      | "Comeback When You Hear This Song" |                                                                |
| 2013                      | "A.D.T.O.Y."                       |                                                                |
| 2014                      | "Go Crazy!"                        | - Versione party                                               |
| 2015                      | "My House"                         |                                                                |
| Video musicali giapponesi |                                    |                                                                |
| 2011                      | "Take Off"                         | - Versione dance                                               |
| 2011                      | "I'm Your Man"                     | - Versione dance                                               |
| 2011                      | "Ultra Lover"                      |                                                                |
| 2012                      | "Beautiful"                        | - Versione dance                                               |
| 2012                      | "One Day"                          | - Versione film                                                |
| 2012                      | "Masquerade"                       | - Versione dance - Versione film                               |
| 2013                      | "Give Me Love"                     | - Versione dance - Versione film                               |
| 2013                      | "Winter Games"                     |                                                                |
| 2013                      | "Step by Step"                     |                                                                |
| 2014                      | "Go Crazy!"                        | - Versione party                                               |
| 2015                      | "365"                              |                                                                |
| 2015                      | "Guilty Love"                      |                                                                |